# 사마근
사마근(司馬覲, 256년 ~ 290년)은 서진의 황족으로 사마의의 손자, 사마주의 아들이며 태비(太妃)로 존봉된 하후광희(夏侯光姬)와의 사이에서 동진 원제를 낳았다.

## 생애
256년 사마주의 아들로 태어났다. 아버지 사마주는 낭야왕(琅邪王)에 봉해진 황족으로 283년에 죽었는데 서진 혜제의 명으로 사마주의 아들이였던 사마근은 낭야왕을 계승하였고, 이후 자신의 동생들인 사마담(司馬澹)을 무릉왕(武陵王), 사마요(司馬繇)를 동안왕(東安王), 사마최(司馬漼)를 회릉왕(淮陵王)에 각각 봉하였다.
290년 35세의 나이로 사망하였고 시호는 공왕(恭王)으로 정해졌다. 낭야왕은 아들인 사마예가 계승하였다. 이후 사마예가 동진을 세우고 황제로 즉위한 후인 319년, 제사하는 축문에 사마근을 '황고(皇考)'로 칭하였다.

## 기타
- 참고

진나라 사마씨의 Y염색체 DNA 분류에 논란이 있다고 한다. 하나는 화북 지역 사마씨의 유형인 O2-MF58874에 속한다는 거고, 다른 하나는 린이 시 세연(洗砚)의 진대(晉代) 묘지가 사마씨 일족인 사마근의 유전자와 유사할 수 있다는 것이다.
복단대학(复旦大学)은 그 묘지에 있는 남성의 유골을 조사하였고, C2c-F948이라는 하플로그룹에 속하였다고 한다.